# Лобач, Дмитрий Анатольевич
Дми́трий Анато́льевич Ло́бач (род. 20 декабря 1958) — российский дипломат. Чрезвычайный и полномочный посол (2022).

## Биография
Окончил Московский государственный институт международных отношений (МГИМО) МИД СССР (1985). На дипломатической работе с 1985 года.
- В 2002—2005 годах — старший советник Постоянного представительства России при ООН в Нью-Йорке.
- В 2006—2012 годах — заместитель директора Правового департамента МИД России.
- С 19 октября 2012 по 23 мая 2017 года — чрезвычайный и полномочный посол России в Анголе и Сан-Томе и Принсипи по совместительству[1][2][3].
- В 2017—2022 годах — посол по особым поручениям МИД России.
- С 19 августа 2022 года — чрезвычайный и полномочный посол России в Намибии[4].

## Дипломатический ранг
- Чрезвычайный и полномочный посланник 2 класса (23 апреля 2008)[5].
- Чрезвычайный и полномочный посланник 1 класса (25 августа 2015)[6].
- Чрезвычайный и полномочный посол (12 сентября 2022)[7].

## Награды
- Благодарность президента Российской Федерации (16 ноября 2012) — за вклад в реализацию внешнеполитического курса Российской Федерации[8]
- Медаль «За вклад в создание Евразийского экономического союза» 3 степени (13 мая 2015, Высший совет Евразийского экономического союза)[9]
- Орден Почёта (19 сентября 2024) — за большой вклад в реализацию внешнеполитического курса Российской Федерации и многолетнюю добросовестную дипломатическую службу[10].